# Татар-Варош
45°08′ пн. ш. 15°40′ сх. д. / 45.13° пн. ш. 15.66° сх. д.
Татар-Варош (хорв. Tatar Varoš) — населений пункт у Хорватії, в Карловацькій жупанії у складі громади Цетинград.

## Населення
Населення за даними перепису 2011 року становило 81 осіб.
Динаміка чисельності населення поселення: